# Frans Christiaenssens
Frans Jan Sophie Christiaenssens (Borgerhout, 17 september 1912 - Brasschaat, 5 januari 1995) was een Belgisch syndicalist en politicus voor de BSP en diens opvolger SP.

## Levensloop
Christiaenssens werd geboren in een socialistische arbeidersfamilie. Zijn jeugd speelde zich af in de 'Seefhoek', waar zijn vader boekdrukker was. Na afloop van zijn lagere school ging hij aan de slag als arbeider in een fietsenfabriek. Getrouwd in 1940 met Leentje Pots, had hij twee zoons.
Hij voegde zich bij socialistische syndicale organisaties en werd door de Centrale der Metaalbewerkers in staat gesteld te studeren aan de Arbeidershogeschool in Ukkel en er het diploma maatschappelijk assistent te verwerven. In de jaren 30 militeerde hij in de Anti-Oorlogsliga. Tijdens de Tweede Wereldoorlog trad hij toe tot de verzetsgroep 'Fidelio' binnen de Witte Brigade en gaf in Merksem een sluikblaadje uit, Vrij Merksem.
Van 1946 tot 1978 was hij gewestelijk secretaris van de Centrale van de Kleding in Antwerpen en van 1952 tot 1977 was hij nationaal secretaris en lid van het uitvoerend bestuur van deze centrale. Hij was zeer actief in socialistische socioculturele organisaties uit het Antwerpse. Van 1963 tot 1974 was hij effectief lid van het bureau van de socialistische vakbond ABVV voor het gewest Antwerpen, waarvan hij van 1963 tot 1972 ondervoorzitter en van 1972 tot 1974 voorzitter was. Daarenboven zetelde hij van 1963 tot 1966 en van 1972 tot 1975 in het nationaal bureau van het ABVV.
In februari 1945 werd Christiaenssens gemeenteraadslid van Merksem, een functie, die hij met een onderbreking tussen 1946 en 1952, uitoefende tot in 1982. Van 1965 tot 1970 was hij eerste schepen van de gemeente, bevoegd voor Onderwijs, Sport en Burgerlijke Stand. Van 1948 tot 1949 en van 1950 tot 1954 zetelde hij eveneens in de provincieraad van Antwerpen.
Van 1958 tot 1971 zetelde hij voor het arrondissement Antwerpen in de Kamer van volksvertegenwoordigers. Hij was er lid van de commissies Landbouw, Arbeid en Tewerkstelling, Sociale Voorzorg en Middenstand. Zijn interventies in het parlement hadden betrekking op kwesties rond arbeid, sociale zekerheid en huispersoneel. Bij de verkiezingen van 1971 was hij geen kandidaat voor een hernieuwing van zijn mandaat, uit ontgoocheling over de gang van zaken in het parlement. Van 1961 tot 1971 was hij daarenboven plaatsvervangend lid van de Raadgevende Interparlementaire Beneluxraad.
Hij was verder:
- plaatsvervangend lid van de commissie voor advies Rijksdienst voor arbeidsvoorziening in Antwerpen,
- werkend lid Ondernemingsraad van Textiel en Kleding,
- raadslid ATB De Natuurvrienden Vlaamse Federatie,
- lid van het Nationaal Paritair Comité voor de meesterkleermakers en -kleermaaksters,
- voorzitter Centrale der Kleding en Aanverwante Vakken van België,
- voorzitter Vlaamse Federatie van Socialistische Muziekkorpsen en Zangkringen,
- plaatsvervangend lid van de klachtencommissie en lid van de raad van beheer Rijksdienst voor arbeidsvoorziening, Antwerpen,
- lid directiecomité Gewestelijke Ontwikkelingsmaatschappij Antwerpen,
- erevoorzitter Klimop-Rode Turners Merksem;
- lid raad van beheer Clinical Research Unit Bartholomeus vzw,
- bestuurslid Nationaal Paritair Comité voor het wasserij-, ververij- en ontvettingsbedrijf,
- lid uitvoerend bestuur SP-districtsafdeling Antwerpen,
- bestuurslid Paritair Comité voor het bont en kleinvel,
- bestuurslid Paritair Comité van kleding- en textielnijverheid,
- afgevaardigde Internationale van Kleding-Leder,
- bestuurslid Volkshuis Merksem,
- lid raad van beheer Algemene Ziekenkas Emiel Moyson,
- ondervoorzitter Belgische Arbeidersvoetbalbond,
- voorzitter Antwerpse Socialistische Turngouw,
- stichter Zwemclub Vrij Merksem,
- erevoorzitter Zwemclub Vrij Merksem,
- voorzitter Federatie van Vlaamse Socialistische Toneelverenigingen,
- voorzitter Socialistische Gemeenschappelijke Actie - gewest Antwerpen,
- secretaris, voorzitter en erevoorzitter van de SP-afdeling Merksem,
- werkend lid Bedrijfsraad Textiel en Kleding.